# El Carmen Tuxtitlán
El Carmen Tuxtitlán är en ort i Mexiko.   Den ligger i kommunen Mesones Hidalgo och delstaten Oaxaca, i den sydöstra delen av landet, 300 km söder om huvudstaden Mexico City. El Carmen Tuxtitlán ligger 531 meter över havet och antalet invånare är 146.
Terrängen runt El Carmen Tuxtitlán är huvudsakligen kuperad, men åt nordväst är den bergig. Runt El Carmen Tuxtitlán är det ganska glesbefolkat, med 27 invånare per kvadratkilometer. Närmaste större samhälle är Putla Villa de Guerrero, 10,5 km nordost om El Carmen Tuxtitlán. Omgivningarna runt El Carmen Tuxtitlán är en mosaik av jordbruksmark och naturlig växtlighet.